# Uniwersytet Stanu Iowa
Uniwersytet Stanu Iowa, Uniwersytet Stanowy Iowa, Uniwersytet Stanowy Iowy (ang. Iowa State University, ISU), pełna nazwa Uniwersytet Naukowo-Techniczny Stanu Iowa (ang. Iowa State University of Science and Technology) – założony w 1858 roku amerykański uniwersytet publiczny, działający w Ames w stanie Iowa, kształcący ponad 30 tysięcy studentów w szerokim zakresie, obejmującym biologię, chemię, fizykę, statystykę, informatykę, inżynierię, rolnictwo, agrotechnikę, weterynarię.

## Historia

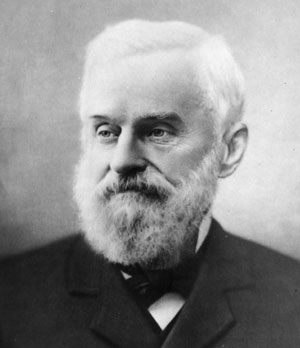
Adonijah Strong Welch – pierwszy rektor (1868–1884)

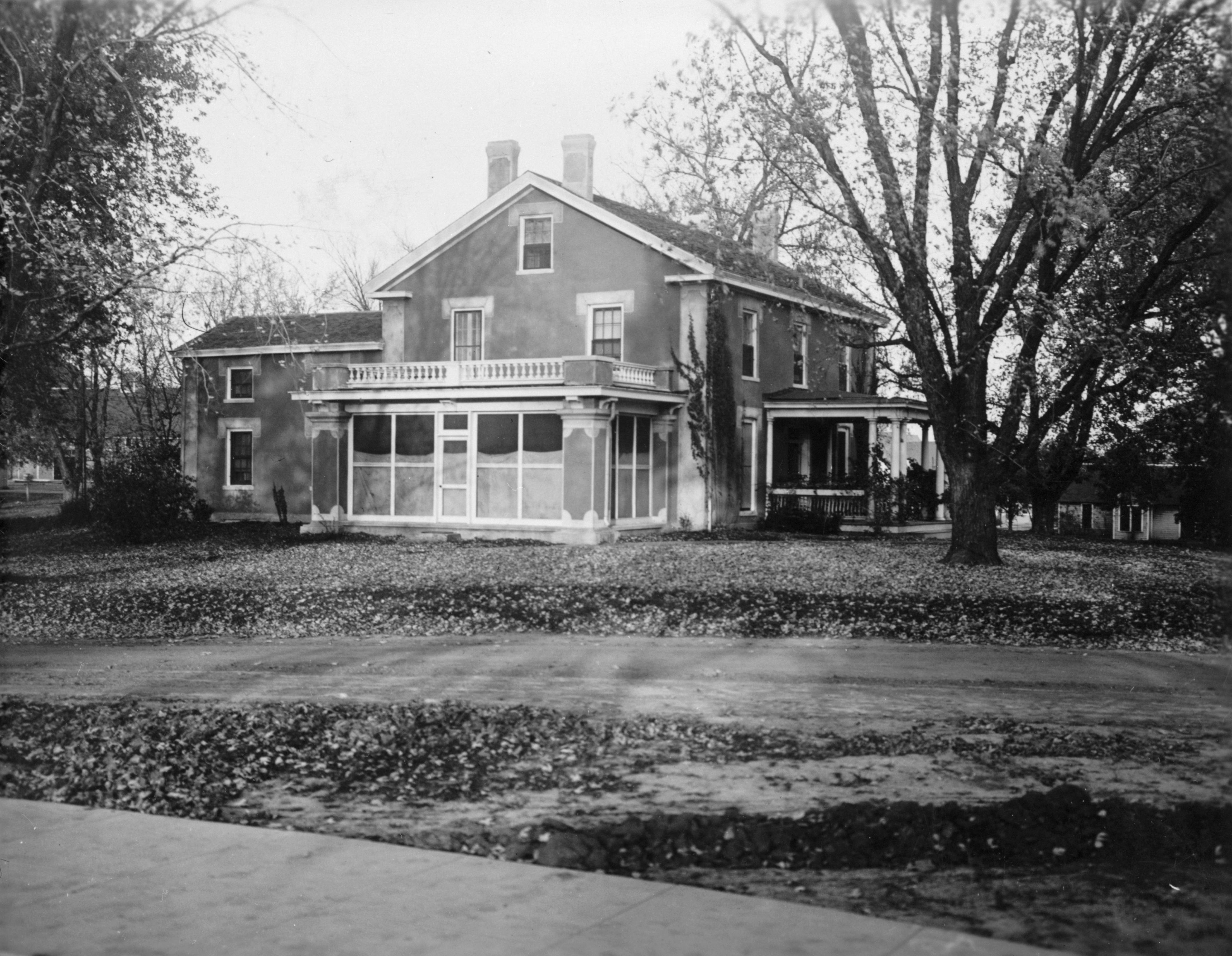
Farm House (Knapp-Wilson House)

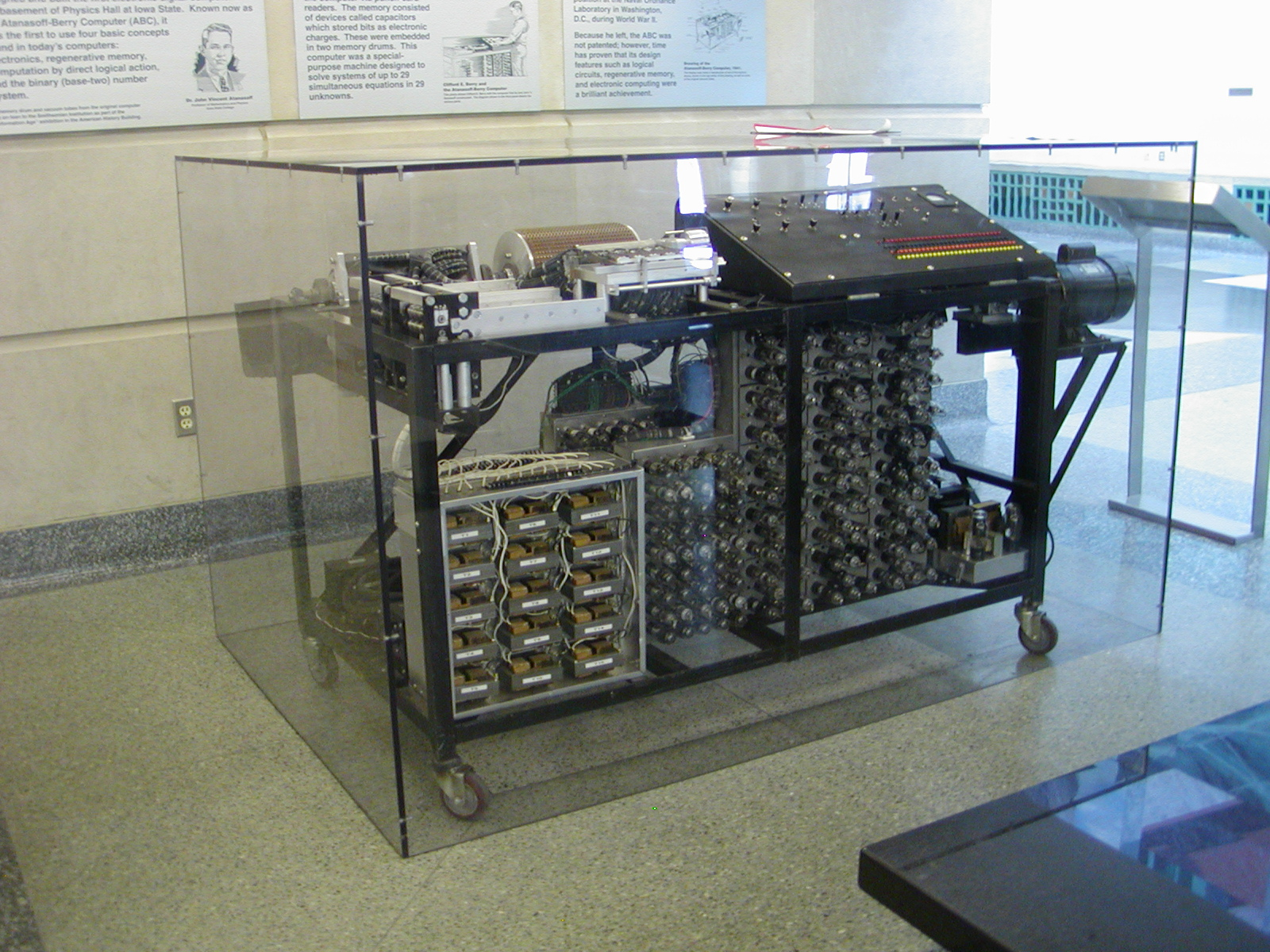
Atanasoff-Berry Computer

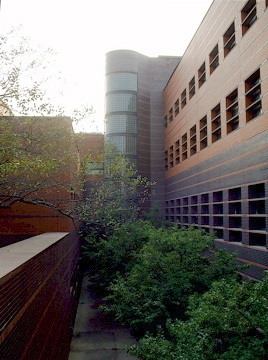
Budynek Black Engineering

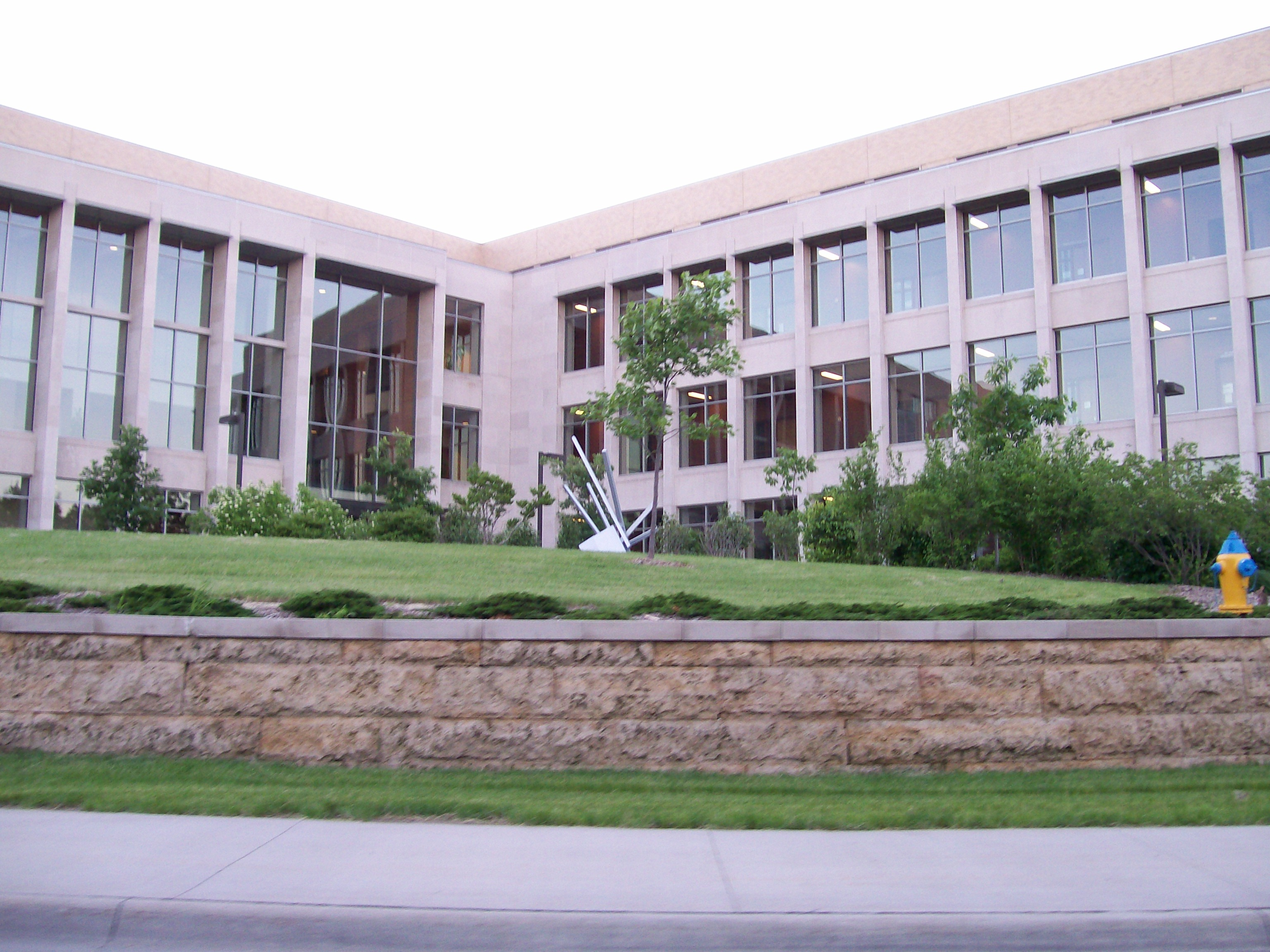
Budynek Business and Finance Division
(Facilities Planning and Management)

Za narodziny uniwersytetu uważa się powstanie, 22 marca 1858, Iowa Agricultural College and Model Farm. Pierwszym rektorem nowej uczelni był Adonijah Welch (1868–1884). W 1859 za 5379 dolarów zakupiono 648-akrowe gospodarstwo rolne, na którego terenie wybudowano Farm House – pierwszy budynek przyszłego kampusu (zakończenie budowy w 1861). Dalszy rozwój szkoły ułatwiło otrzymanie grantu, przyznanego w 1864 na podstawie ustawy Morrilla (1862). Pierwszy rocznik szkoły w Ames liczył 24 mężczyzn i 2 kobiety. Pierwsi absolwenci uzyskali dyplomy w 1872. W kolejnych latach uczelnia była liderem w dziedzinie agrotechniki i agronomii, inżynierii, ekonomiki, weterynarii.
W latach 1884–1886 funkcję rektora pełnili Seaman Knapp i Leigh S. Hunt. W uczelni konsekwentnie realizowano zasadę liberalizmu i koncentrowano się na problemach praktycznych. Prowadzono pokazy i krótkie kursy dla zamieszkałych w otoczeniu rolników   (Cooperative Extension Service), znacznie wyprzedzając tym zapisy ustawy Smith-Lever Act z 1914. Drugi rektor S. Knapp (1884–1885) – profesor agrokultury – został zapamiętany jako „Father of Extension Service”.
Od 1888 badania prowadzono również w nowej Agricultural and Home Economics Experiment Station, utworzonej na podstawie ustawy Hatcha z 1887. Piąty rektor – William Miller Beardshear (1989–1902) – wprowadził w uczelni istotne zmiany organizacyjne, czego konsekwencją było m.in. przekształcenie Iowa Agricultural College w Iowa State College of Agriculture and Mechanic Arts, ISC (1898). W czasie kadencji W. Beardsheara botaniczne studia licencjackie w ISC ukończył pierwszy Afroamerykanin, George Washington Carver (licencjat – 1894, magisterium – 1895), który w latach 1895–1897 był asystentem w Experiment Station, a od 1897 pracował w Tuskegee University (Alabama), do którego został zaproszony przez Bookera Washingtona.
W trudnych latach wielkiego kryzysu funkcję rektora pełnił Raymond M. Hughes, który w 1927 zastąpił Raymonda Pearsona. Budżet uczelni w 1933 został zmniejszony o 37%. W tych latach kończył studia na ISC Henry Wallace – przyszły polityk, od 1933 sekretarz ds. rolnictwa w gabinecie prezydenta Franklina D. Roosevelta, wiceprezydent Stanów Zjednoczonych w latach 1941–1945. Sukcesem uczelni w latach kryzysu było utworzenie pierwszego w kraju Statistical Laboratory.
Rektorem czasów II wojny światowej został Charles Edwin Friley. W tych latach w ISC, w piwnicy Physics Hall, profesor fizyki John Vincent Atanasoff i jego asystent, Clifford Berry, zbudowali pierwszy elektroniczny komputer cyfrowy – Atanasoff-Berry Computer (komputer ABC). Badania istotne dla przebiegu wojny, związane z projektem Manhattan, prowadził mały zespół chemików pod kierunkiem Franka H. Speddinga (zespół otrzymał Army-Navy „E” Award). Opracowano łatwą technologię produkcji wysokiej jakości uranu-235 do produkcji bomby atomowej. Na terenie kampusu przetworzono niemal 2 mln funtów uranu.
W powojennym okresie rozwoju ISC szybko podwoiła się liczba studentów. W czasie, gdy funkcję rektora pełnił Ch. Friley utworzono stację telewizyjną WOI-TV, nadającą programy edukacyjne (ISC/ISU telecourses). W 1953 rektorem ISC został James Harold Hilton, absolwent ISC (1923), który był dziesiątym rektorem szkoły i organizatorem uroczystości jej stulecia. W czasie tych obchodów ISC uzyskał status uniwersytetu i miano Iowa State University of Science and Technology. W czasie kadencji J. Hiltona rozpoczęto budowę centrum kulturalnego Iowa State Center, które zostało otwarte w 1965, wkrótce po rozpoczęciu kadencji kolejnego rektora. W okresie, gdy uczelnią kierował rektor W. Robert Parks (1965–1986) utworzono College of Education, College of Business i College of Design. Rozbudowano kompleks budynków biblioteki uniwersyteckiej (nazwany imieniem Williama Roberta Parksa i jego żony, Ellen Sorge Parks), kompleks College of Veterinary Medicine i Cyclone Stadium.
W roku akademickim 2011/2012 na Uniwersytecie Stanu Iowa pracowało łącznie 15 211 osób, w tym 1 845 członków kadry i 4 158 innych stałych pracowników. Studiowało 31 040 studentów (101 narodowości), w tym 4 899 na studiach magisterskich i doktoranckich. Przyznano 4 881 bachelor’s degree, 144 dyplomy I stopnia, 926 tytułów magistra, 376 doktoratów i 3 doktoraty honorowe. Na łącznej liście absolwentów znalazło się 231 501 nazwisk.

## Rektorzy
W latach 1868–2012 uczelnią kierowały 22 osoby, zajmując stanowisko lub pełniąc obowiązki rektora. Kolejnymi rektorami byli:

- 1868–1883 – Adonijah S. Welch
- 1883–1884 – Seaman A. Knapp
- 1885–1886 – Leigh Smith J. Hunt
- 1886–1890 – William I. Chamberlain
- 1891–1902 – William M. Beardshear
- 1903–1910 – Albert B. Storms
- 1912–1926 – Raymond A. Pearson
- 1927–1936 – Raymond M. Hughes
- 1936–1953 – Charles E. Friley
- 1953–1965 – James H. Hilton
- 1965–1986 – W. Robert Parks
- 1986–1990 – Gordon P. Eaton
- 1991–2000 – Martin Jischke
- 2001–2012 – Gregory Geoffroy
- od 2012 – Steven Leath.

## Jednostki organizacyjne i programy
Strukturę organizacyjną Uniwersytetu Stanu Iowa tworzą:
- kolegia i wydziały[18]
- jednostki administracyjne[19]
- centra i instytuty badawcze[20].

Podstawowymi jednostkami są kolegia, których profil charakteryzują nazwy części wydziałów lub realizowanych programów (dydaktycznych i badawczych):
College of Agriculture and Life SciencesAgricultural Education and Studies, Agricultural and Biosystems Engineering, Agronomy, Animal Science, Biochemistry, Biophysics and Molecular Biology, Ecology, Evolution and Organismal Biology, Economics, Entomology, Food Science and Human Nutrition, Genetics, Development and Cell Biology, Horticulture, Natural Resource Ecology and Management, Plant Pathology and Microbiology, Sociology
College of BusinessAccounting, Finance, Information Systems, Management, Marketing, Supply Chain Management
College of DesignDesign Administration, Architecture, Art and Design, Community and Regional Planning, Design (Interdisciplinary), Graphic Design, Industrial Design, Integrated Studio Arts, Interior Design, Landscape Architecture, Extension, Research Outreach and Centers
Graduate Collegejedna z najstarszych jednostek uniwersyteckich, założona w 1916, której misją integracja nauki i praktyki, zacieśnianie więzi kształcenia akademickiego i zaawansowanych badań i innowacji; dziekan Graduate College jest rektorem ds. badań
College of EngineeringAerospace Engineering, Agricultural and Biosystems Engineering, Chemical and Biological Engineering, Civil, Construction and Environmental Engineering, Electrical and Computer Engineering, Industrial and Manufacturing Systems Engineering
College of Human SciencesChild, Adult, and Family Services, Culinary Science, Nutritional Science, Diet and Exercise, Kinesiology and Health, Family and Consumer Sciences
College of Liberal Arts and SciencesAir Force Aerospace Studies, Anthropology, Roy J. Carver Department of Biochemistry, Biophysics & Molecular Biology, Chemistry, Computer Science, Ecology, Evolution & Organismal Biology, Economics, English, Genetics, Development & Cell Biology, Geological & Atmospheric Sciences, Greenlee School of Journalism & Communication, History, Mathematics, Military Science, Music & Theatre, Naval Science, Philosophy & Religious Studies, Physics and Astronomy, Political Science, Psychology, Sociology, Statistics, World Languages & Cultures
College of Veterinary MedicineBiomedical Sciences, Veterinary Clinical Sciences, Veterinary Diagnostic and Production Animal Medicine, Veterinary Microbiology and Preventive Medicine, Veterinary Pathology.

## Rankingi
Według rankingów państwowych uniwersytetów amerykańskich, wykonywanych w latach 2011 i 2012 przez Forbes i U.S. News, Uniwersytet Stanu Iowa zajął: 
- według Forbes pozycję 407 na liście wszystkich uniwersytetów i pozycję 147 na liście jednostek badawczych[30],
- według News Ranking pozycję 101 na liście uniwersytetów państwowych; wyższe pozycje zajęły poszczególne jednostki organizacyjne, m.in.[31]:

Biological/Agricultural – 3
Biological / Agricultural Engineering – 6
Veterinary Medicine – 17
Best Online Graduate Computer
Information Technology Programs – 19
Statistics – 20
Chemistry – 38
Best Engineering Schools – 43
Physics – 48
Economics – 55